# Tobias Bätz

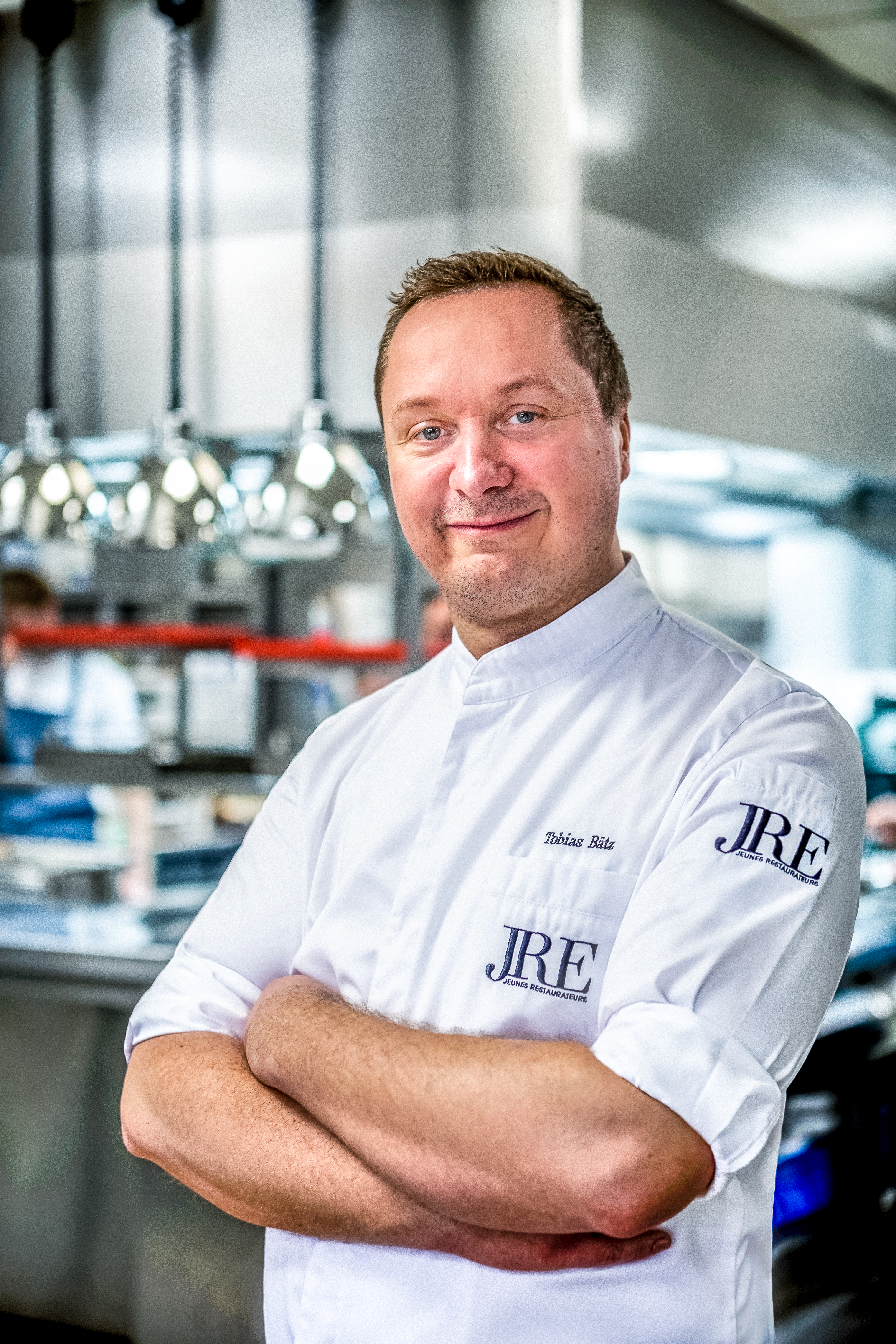
Tobias Bätz

Tobias Bätz (* 25. Juni 1983 in Kronach) ist ein deutscher Koch.

## Werdegang
Bätz machte seine Ausbildung im Restaurant Rottner bei Stefan Rottner in Nürnberg. 2005 wechselte er zum Restaurant Tristan bei Gerhard Schwaiger auf Mallorca (zwei Michelinsterne), wo er mit 21 Jahren Souschef wurde.
2008 wechselte er zu Alexander Herrmann ins Restaurant Alexander Herrmann in Wirsberg, das 2008 mit einem Michelinstern ausgezeichnet wurde. 
2009 wurde er dort neben Alexander Herrmann Küchenchef. 2017 wurde er in den Kreis der Jeunes Restaurateurs aufgenommen. 2019 kam der zweite Michelinstern hinzu.
Im April 2023 wurde das Restaurant in AURA by Alexander Herrmann & Tobias Bätz umbenannt.

## Privates
Bätz hat zwei Töchter.

## Auszeichnungen
- 2009: Ein Stern im Guide Michelin 2010
- 2019: Zwei Sterne im Guide Michelin 2019
- 2020: Team Player des Jahres, Magazin Der Feinschmecker[8]